# Femi Benussiová
Eufemia Benussiová (* 4. března 1945 Rovigno) je italská herečka, známá pod jmény Femi Benussi nebo Femy Martin. Narodila se v Rovinji, která po druhé světové válce připadla Jugoslávii, s herectvím začínala v divadle v Rijece. Roku 1964 se odstěhovala za snoubencem do Říma, o rok později ji Massimo Pupillo obsadil do filmu Rudý kat, inspirovaného dílem markýze de Sade. Hrála také jednu z hlavních rolí v Pasoliniho filmu Dravci a vrabci, vynikla však jako hvězda žánrů commedia sexy all'italiana, giallo a spaghetti western. Na vrcholu slávy točila až patnáct filmů ročně, po třicítce však dostávala stále méně příležitostí a v roce 1983 hereckou kariéru ukončila.